# Campaea vernaria
Campaea vernaria là một loài bướm đêm trong họ Geometridae.